# Rashed Muhayer
Rashed Muhayer (Arabic:راشد مهير) (sinh ngày 20 tháng 2 năm 1988) là một cầu thủ bóng đá Các Tiểu vương quốc Ả Rập Thống nhất. Hiện tại anh thi đấu cho Al-Ain.